# Sunsat
Sunsat (acrónimo de Stellenbosch UNiversity SATellite) fue un microsatélite construido por estudiantes de la Universidad de Stellenbosch, en Sudáfrica. Fue lanzado el 23 de febrero de 1999 desde la base de Vandenberg mediante un cohete Delta.
El microsatélite llevaba una cámara y un transmisor, entre otros experimentos.